# Cà Mau repülőtér
A Cà Mau repülőtér (vietnámiul: Sân bay Cà Mau) egy kis repülőtér Cà Mau tartományban, Vietnám déli részén.
Jelenleg a Vietnam Aviation Service Company (VASCO) használja, amely Ho Si Minh-városba, a Tân Sơn Nhất nemzetközi repülőtérre közlekedtet közvetlen járatot.

## Története
Eredetileg a francia gyarmatosítók létesítették Moranc repülőtér néven Quản Long város közelében, An Xuyên tartományban egy 400 m hosszú és 16 m széles kifutópályával.
1962 júniusában a Vietnámi Köztársaság Repülési Irodája építtette újjá egy 91,61 hektáros területen, 1050 m x 30 m-es kifutópályával, és átnevezte Quản Long repülőtérre. Ezt a repülőteret főleg katonai célokra használták: helikoptereket, L19-es, OV10-es, Dakota, C130-as és más vadászgépeket szolgált ki. Az 1972-es száraz évszakban a kifutópályát aszfalttal újították fel. 1975-ben, Saigon eleste után a kommunista erők kezére került. 1976-tól 1978-ig csak katonai célokra használták.
1995. április 30-án indult meg újra a polgári repülés egy AN 2 VF808 révén. 1996 áprilisában a régi terminálépületet felújították, és még ugyanabban az évben modern leszállási rendszert telepítettek. 1997-ben felfüggesztették a menetrend szerinti járatokat az alacsony forgalom miatt; csak chartergépek szálltak itt le.
2003. december 13-án megkezdődött egy új terminálépület építése. 2004-ben a repülőtér 398 gépmozgást bonyolított, 8975 utast és 41 538 kg árut szolgált ki. 2005-ben ez 791 gépmozgásra, 24 324 utasra és 125 341 kg árura nőtt.
A kormány által elfogadott fejlesztési terv szerint a repülőtér kifutópályáját 2015-re 1900 m x 30 m-esre bővítik, hogy két közepes méretű gépet is ki tudjon szolgálni egyidejűleg. Ezzel az éves utasszám 200 000 főre emelkedhet. 2015 után egy további, 2400 m x 45 m-es kifutópálya építését is tervezik.

## Forgalom
Az utasforgalom az elmúlt években az alábbi módon változott:
| Utasok száma | 37 995 | 34 400 | 30 698 |
|              | 2012   | 2013   | 2014   |

## Légitársaságok és úticélok
As of 2019, Vietnam Air Service Company operates one morning flight daily for Ho Chi Minh City-Cà Mau route with ATR-72 aircraft.
| Légitársaság                       | Célállomások     |
| ---------------------------------- | ---------------- |
| Vietnam Airlines operated by VASCO | Ho Chi Minh City |

## Fordítás
- Ez a szócikk részben vagy egészben a Cà Mau Airport című angol Wikipédia-szócikk ezen változatának fordításán alapul.  Az eredeti cikk szerkesztőit annak laptörténete sorolja fel. Ez a jelzés csupán a megfogalmazás eredetét és a szerzői jogokat jelzi, nem szolgál a cikkben szereplő információk forrásmegjelöléseként.